# Comté d'Union (Tennessee)
Pour les articles homonymes, voir Comté d'Union.
Le comté d'Union (en anglais : Union County) est un comté dans le nord-est de l'État du Tennessee, aux États-Unis. Son siège est Maynardville. Lors du recensement de 2010, sa population s'élève à 19 109 habitants.